# Дикі штучки 3: Неограновані алмази
«Дикі штучки 3: Неограновані алмази» (англ. Wild Things: Diamonds in the Rough) — остання частина трилогії Дикі штучки.

## Сюжет
Красива і багата Мері Кліффорд хоче від життя багато чого. Коли їй виповниться 18, вона успадкує багатство своєї покійної матері і ще пару бездоганних діамантів. Її вітчима, Джея Кліффорда, звинувачують в зґвалтуванні Олени, дівчини з вельми сумнівною репутацією. Мері повинна ухвалити рішення, чи використовувати їй діаманти для того, щоб допомогти вітчимові виплутатися з цієї історії. Розслідування доручене агентці ФБР Крістен Річардс. Вона мусить з'ясувати, що ховається за тим, що відбувається і кому дістануться діаманти…

## У ролях
- Сара Лейн — Марі Кліфтон
- Сандра МакКой — Олена Сандовал
- Лінден Ешбі — детектив Майкл Моррісон
- Рон Мелендес — лікар Чад Джонсон
- Клер Коффі — Дженні Белламі
- Майкл Ментелл — Atty. Тео Блума
- Діна Меєр — Кристін Річардс
- Бред Джонсон — Джей Кліфтон
- Ван Епперсон — Principal Phillips
- Ніккі Гріффін — Рис Говард
- Єлена Марія Гарсіа — Мейд
- Майкл Хорват — Embarassed Boy
- Кеннет Камерон — Young Man at Party
- Клаудіо Сад — пан Барахас
- Ерік Флікс — детектив Гомес
- Закаретц Рубен — Юля, асистентка лікаря Чада
- Марія Сайна — репортерка
- Кімберлі Ньюберрі — суддя Вілкокс
- Сандра Пурпуро — D.A. Sarah Lovell
- Карлос Сервантес — Davros
- Пол Террелл Клейтон — Dammers
- Кроки Мешкін — Punk Student
- Мелані Міллер — плавчиня
- Філліп Гремм — Kenny's B-Boyz, в титрах не вказаний
- Скотт Сахаді — агент ФБР, в титрах не вказаний
- Крісті Джой Славіс — молода жінка на вечірці, в титрах не вказана